# Anonymous (zespół muzyczny)
Anonymous – andorski zespół punkowy założony w 2004 roku, reprezentant Andory w 52. Konkursu Piosenki Eurowizji w 2007 roku.

## Członkowie
- Niki Francesca – wokal, gitara
- Alejandro „Potter” Martínez – gitara, chórki
- Guillem Gallego – perkusja
- Cristian Narvaez – gitara basowa, chórki

W Konkursie Piosenki Eurowizji nie wziął udziału Narvaez, ponieważ, zgodnie z regulaminem konkursu, był zbyt młody, by wystąpić na scenie.

## Dyskografia
Albumy
- My Room

Single
- „Salvem el món”
- „My Baby”